# ولاية شمال كردفان
شمال كردفان هي إحدى ولايات السودان الوسطى. عاصمتها الأبيض. ومناخها من سافانا متوسطة إلى شبه صحراوي، الغطاء النباتي كثيف كلما اتجهنا جنوبا. والحرفة الرئيسية للسكان الزراعة المتنوعة والرعي.
مساحتها تتجاوز ال700 كم²، وسكانها مسلمين من قبائل متنوعة.
كلمة كردفان في المصادر التاريخية على ثلاث صيغ: كردفال، كوردفان، كردفان، وأشهر الروايات المحلية قاطبة تعود إلى حاكم جبل كردفان الذي كان يدعى (كردم) أو(الكرد) والذي كان يغضب لأبسط الأسباب فيقال(الكرد فار) وفار تعني غضب وحُرِّف الاسم إلى كردفال أو كردفان كما تسمى اليوم.. والرواية الثانية ترجع الاسم إلى النوبة سكان المنطقة الأصليين فيقال إنها كلمة نوباوية تم تحريفها من الكلمة كلدوفان (وتعنى أرض الرجال)

## أعلام
- عبد الرحمن سوار الذهب
- أحمد هارون
- خليل إبراهيم
- عبد العزيز العميري

## معرض صور

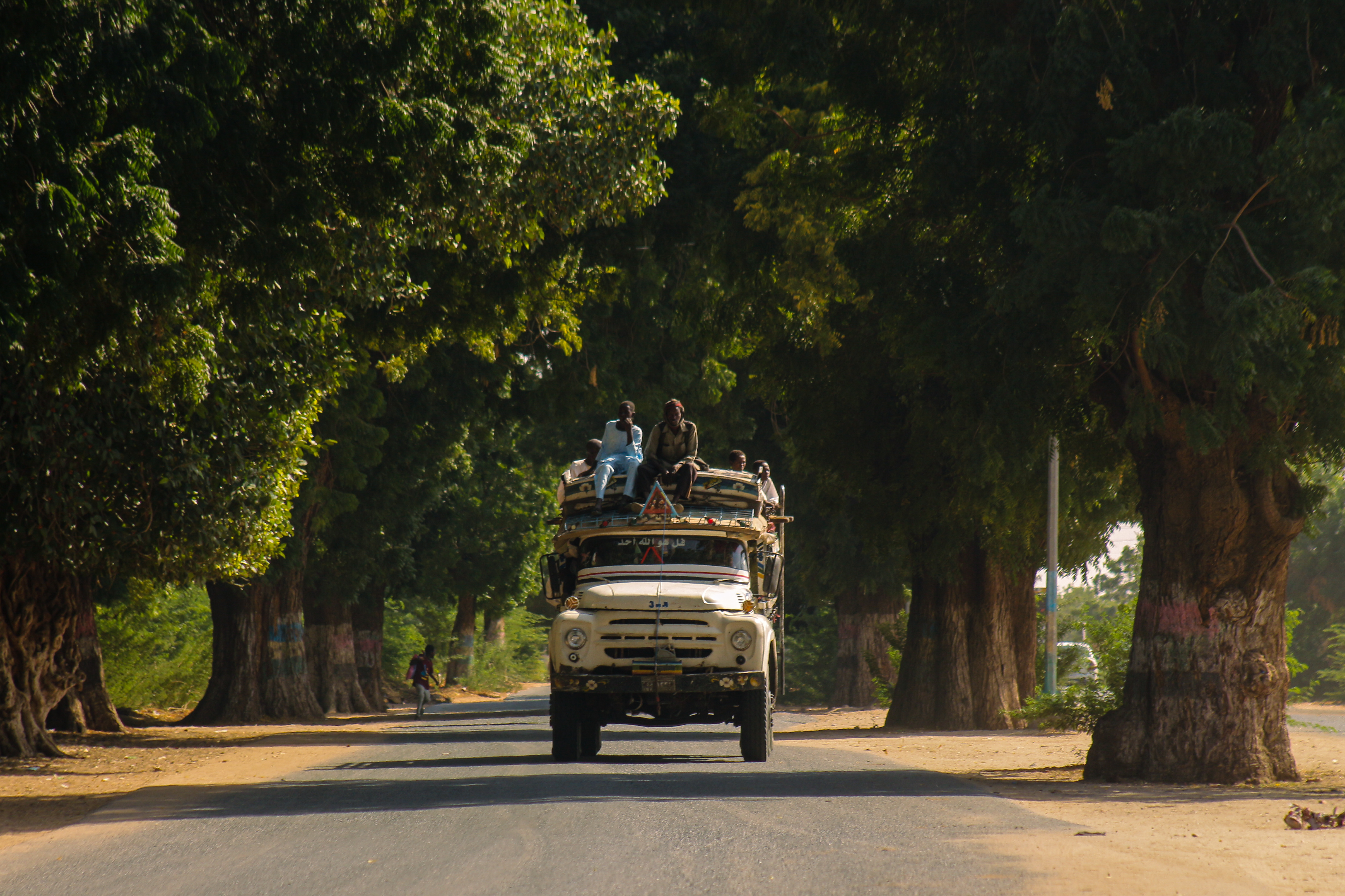
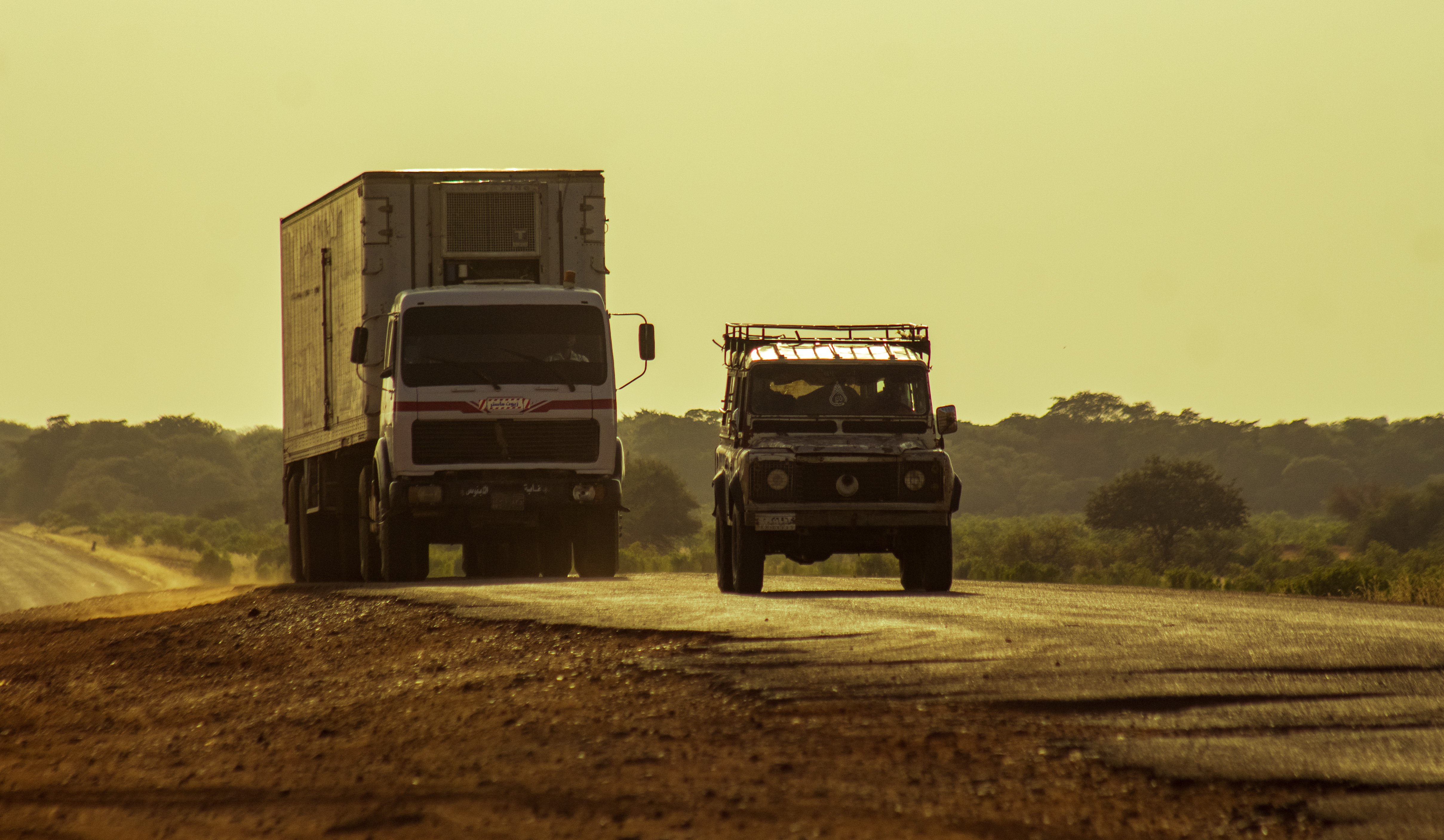
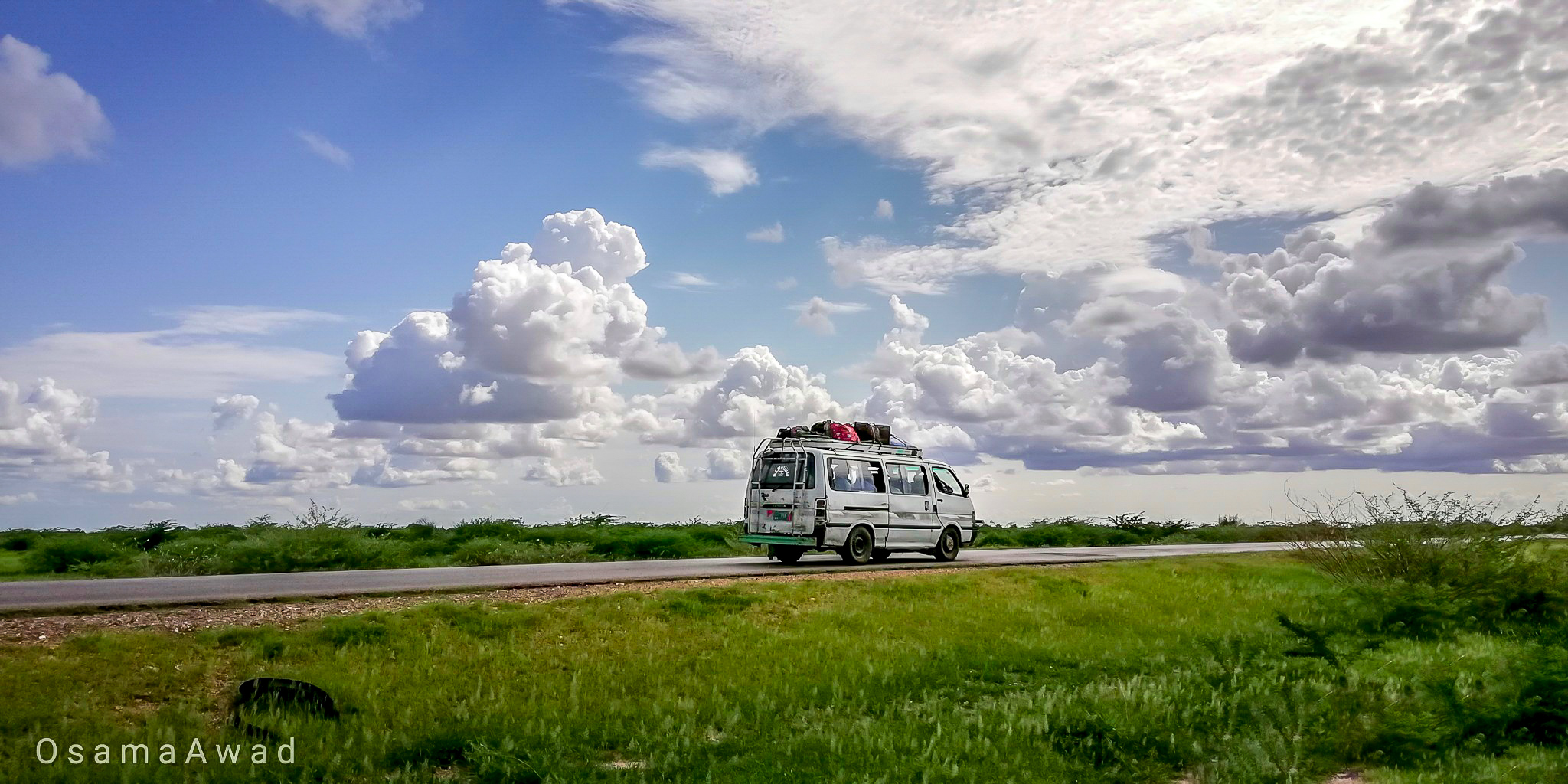
صور من ولاية شمال كردفان